# Los Pop Tops
Los Pop Tops, noti internazionalmente anche come The Pop Tops, sono stati un gruppo musicale spagnolo originario di Madrid, conosciuto soprattutto negli anni settanta. Il gruppo ha inciso perlopiù in Francia, per l'etichetta Rare, di proprietà della Barclay.

## Storia
Fondato nel 1967, il gruppo era formato da José Lipiani, Alberto Vega, Ignacio Pérez, Julián Luis Angulo, Enrique Gómez, Ray Gómez, e dal cantante Phil Trim. La loro prima pubblicazione di rilievo è stata Oh Lord, Why Lord? (1968), scritto da Jean Marcel Bouchety e Phil Trim, la prima canzone pop a incorporare la melodia del Canone di Pachelbel.
Il loro più grande successo è il brano Mamy Blue (composto dal francese Hubert Giraud) del 1971 che arriva primo in Germania e Svizzera per dieci settimane, in Francia per quattro settimane, in Norvegia per cinque settimane, nelle Fiandre in Belgio per quattro settimane ed in Italia per due settimane ed in terza posizione nei Paesi Bassi, portato poi al successo in Italia anche da Ricky Shayne. 
Il brano era una cover del brano del 1970 di Hubert Giraud e Herbert Pagani portato al successo da Dalida e cantato in seguito tra gli altri anche da Ivana Spagna.
In Italia hanno partecipato al Festival di Sanremo 1973 con Angeline, scritta da Claudio Daiano e Rosa Nisi Marsella.